# Hérémence
Hérémence (toponimo francese) è un comune svizzero di 1 377 abitanti del Canton Vallese, nel distretto di Hérens.

## Geografia fisica

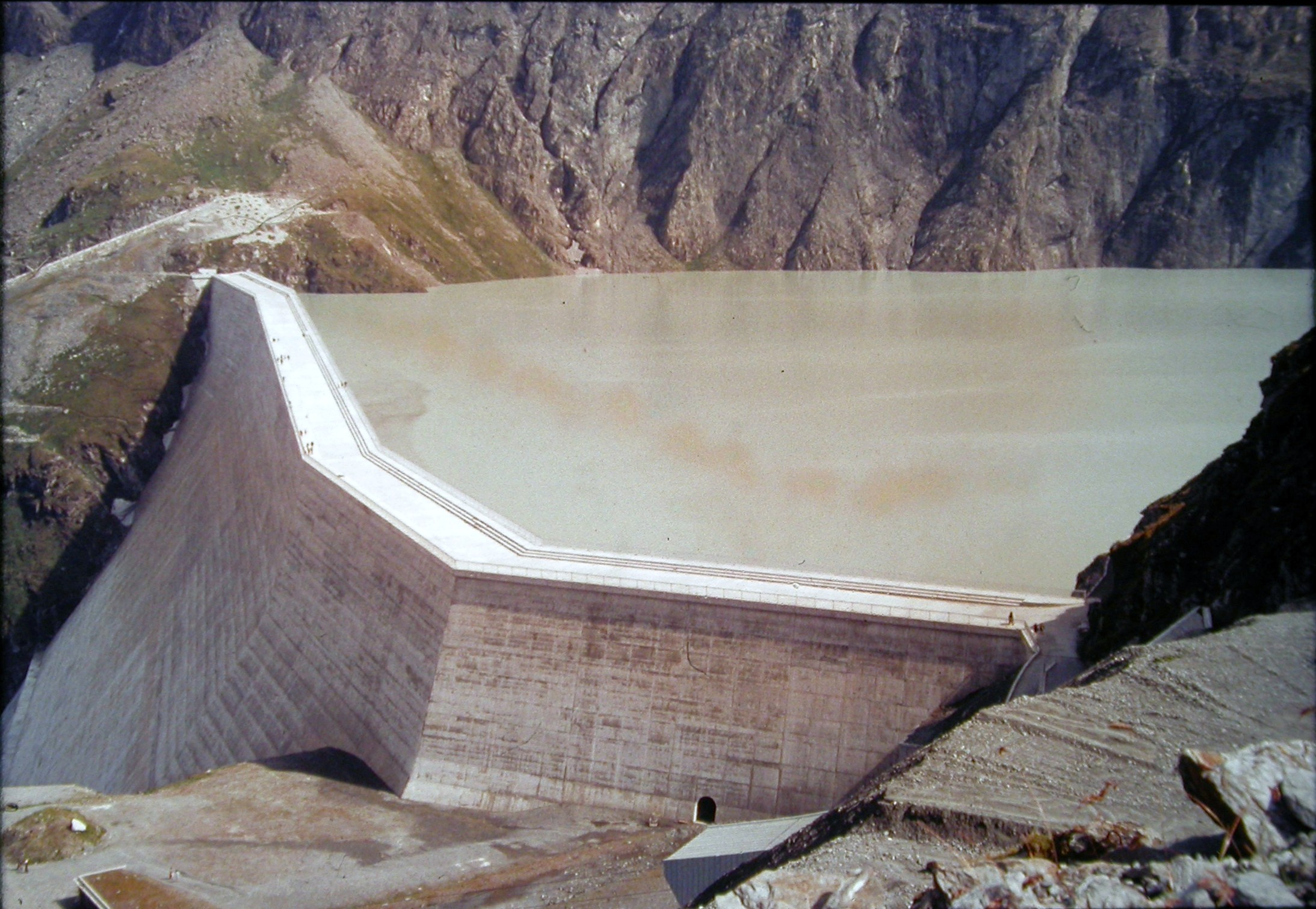
Il lago di Dix formato dalla diga Grande Dixence lungo il fiume Dixence

Hérémence si trova nella Val d'Hérémence, laterale della Val d'Hérens.

## Monumenti e luoghi d'interesse

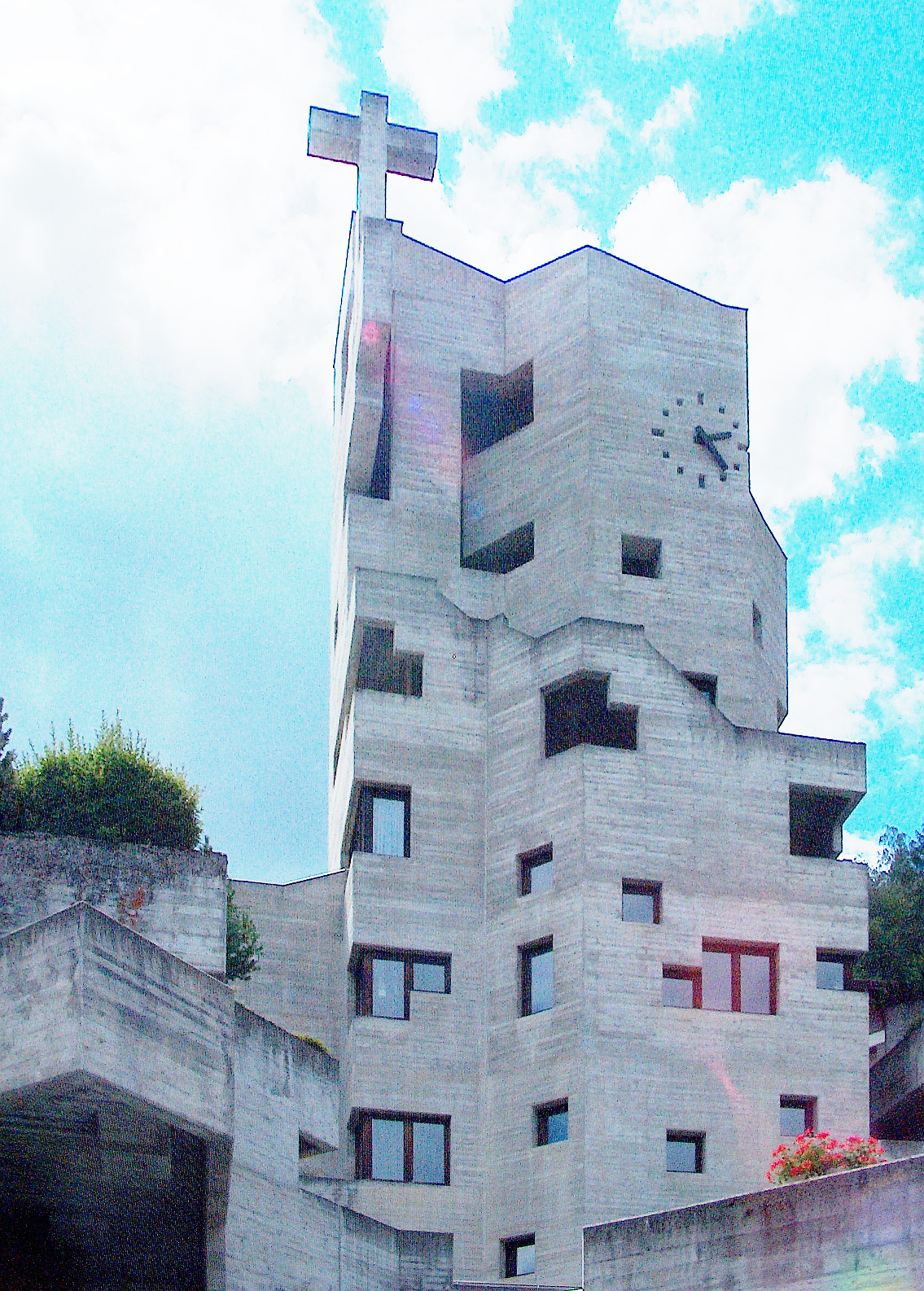
La chiesa di San Nicola

- Chiesa parrocchiale cattolica di San Nicola, attestata dal 1211 e ricostruita nel 1967-1971[1];
- Grande Dixence.

## Società

### Evoluzione demografica
L'evoluzione demografica è riportata nella seguente tabella:
Abitanti censiti

## Geografia antropica

### Frazioni

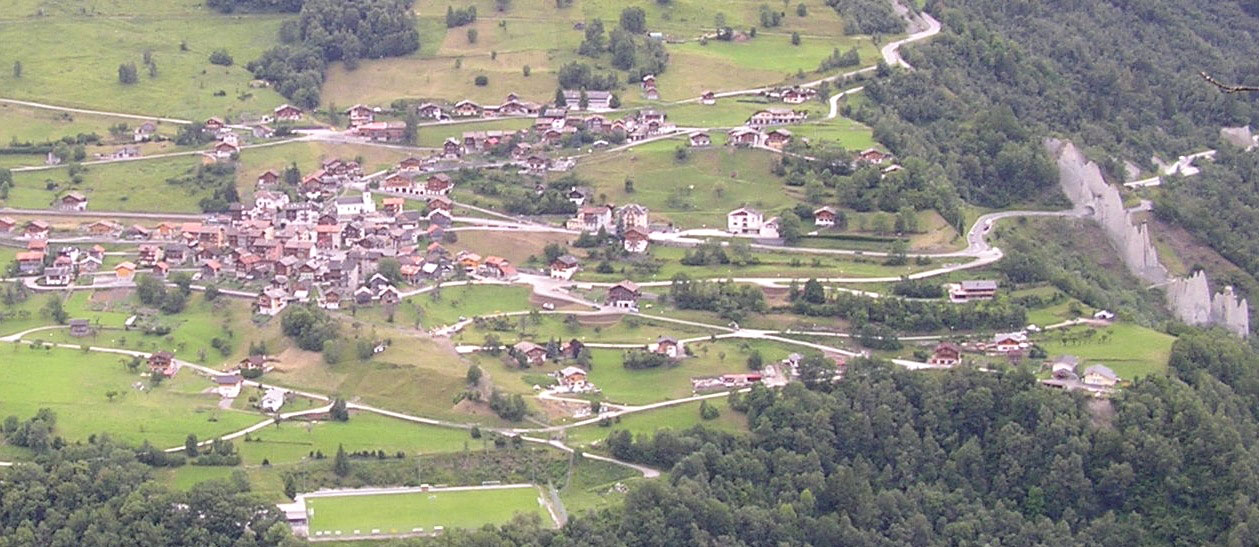
Euseigne

- Ayer
- Cerise
- Euseigne
- Mâche
- Pralong
- Riod

## Amministrazione
Ogni famiglia originaria del luogo fa parte del cosiddetto comune patriziale e ha la responsabilità della manutenzione di ogni bene ricadente all'interno dei confini del comune.